# Kazimierz Bafia
Kazimierz Bafia (* 15. Januar 1976) ist ein ehemaliger polnischer Nordischer Kombinierer und Skispringer. Er wurde zwölf Mal polnischer Meister in der Kombination.

## Werdegang
Bafia, der für TS Wisła Zakopane startete, gab sein internationales Debüt zunächst im Skispringen. So erreichte er bei seinem ersten Start im Skisprung-Continental-Cup im März 1994 mit dem 21. Platz in Zakopane von der Wielka Krokiew direkt die Punkteränge. Nachdem er einen Tag später von der Średnia Krokiew einen weiteren Punkt gewann, verpasste er bei seinen folgenden Versuchen immer eine Platzierungen unter den besten Dreißig.
Seine ersten erfolgreichen internationalen Auftritte in der nordischen Kombination absolvierte er im B-Weltcup 1994/95, wobei seine beste Saison in dieser zweitklassigen Wettkampfserie 1996/97 war, als er in der Gesamtwertung den 18. Rang belegte. Nachdem er 1998/99 erstmals Weltcup-Punkte sammeln konnte, wurde Bafia für die Nordischen Skiweltmeisterschaften 1999 in Ramsau nominiert. Beim Wettkampf in der Gundersen-Methode belegte er den 26. Rang sowie im Sprint den 34. Platz. Zwei Jahre später platzierte er sich bei den Weltmeisterschaften in Lahti lediglich auf den hinteren Rängen.
Auf nationaler Ebene gehörte Bafia zu den Spitzensportlern. Während er 1993 in Szczyrk gemeinsam mit Józef Joniak und Stanisław Ustupski seinen ersten Meistertitel gewann, holte er sich 1995 mit dem dritten Platz beim Gundersen-Wettkampf in Szczyrk seine erste Einzelmedaille hinter Stefan Habas und Władysław Styrczula. Letztlich wurde er zwölfmaliger polnischer Meister, achtmal davon im Einzel. Auch bei Skisprung-Meisterschaften konnte Bafia drei Bronzemedaillen gewinnen, die erste davon 1996 im Team zusammen mit Andrzej Młynarczyk und Robert Mateja.
Im Januar 2008 gab Bafia sein Debüt als Skisprungrichter der FIS. Diese Funktion führte er in den folgenden Jahren auf allen Ebenen von nationalen Wettkämpfen bis hin zu Weltcup-Springen aus. Auch für die Weltcup-Saison 2020/21 wurde Bafia unter anderem für die Springen in Innsbruck und Bischofshofen als Sprungrichter nominiert. Zudem war er Vereinstrainer im Skispringen und der Nordischen Kombination bei TS Wisła Zakopane und KS Chochołów. Er ist Vize-Präsident der Stanisław-Marusarz-Stiftung in Zakopane.
Kazimierz ist der Bruder des Skisportlers Tadeusz.

## Statistik

### Nordische Kombination

#### Platzierungen bei Weltmeisterschaften
| Jahr und Ort | Wettbewerb   | Wettbewerb | Wettbewerb |
| Jahr und Ort | Gundersen NH | Sprint     | Team       |
| ------------ | ------------ | ---------- | ---------- |
| 1999 Ramsau  | 26.          | 34.        | –          |
| 2001 Lahti   | 51.          | 40.        | –          |

#### Weltcup-Platzierungen
| Saison  | Platz | Punkte |
| ------- | ----- | ------ |
| 1998/99 | 57.   | 03     |

#### Grand-Prix-Platzierungen
| Saison | Platz | Punkte |
| ------ | ----- | ------ |
| 1999   | 37.   | 32     |

#### B-Weltcup-Platzierungen
| Saison  | Platz | Punkte |
| ------- | ----- | ------ |
| 1994/95 | 78.   | 04     |
| 1995/96 | 45.   | 21     |
| 1996/97 | 18.   | 87     |
| 1997/98 | 28.   | 48     |
| 1998/99 | 33.   | 61     |
| 1999/00 | 35.   | 85     |
| 2000/01 | 50.   | 25     |

### Skispringen

#### Continental-Cup-Platzierungen
| Saison  | Platz | Punkte |
| ------- | ----- | ------ |
| 1993/94 | 221.  | 11     |